# Jean-Louis Caillat
Pour les articles homonymes, voir Caillat.
Jean-Louis Caillat est un auteur-compositeur-interprète français né le 13 mars 1953 à Paris et mort le 15 novembre 1995 à Nice.

## Biographie
C'est au début des années 1970 que Jean-Louis Caillat enregistre ses premiers disques en se spécialisant dans un registre littéraire et libertaire. 
En 1981, en s’inspirant du fonctionnement du Centre régional de la Chanson de Bourges, Jean-Louis Caillat crée l’association Action Chanson Méditerranée dans le but d’instituer un tremplin alternatif à celui des majors pour les nouveaux talents afin de promouvoir une chanson poétique et populaire bien éloignée de la variété française. Dès lors, ses albums s'inscrivent dans une mouvance poétique, de Pablo Neruda à Victor Hugo (son album le plus connu). C’est d’ailleurs avec ce dispositif qu’il présentera, en 1985, son spectacle Jean-Louis Caillat chante Victor Hugo dans le cadre des célébrations du centenaire de la mort de Victor Hugo.
En 1993, il fait ses débuts au cinéma dans de petits rôles (Hélas pour moi de Jean-Luc Godard et Profil bas de Claude Zidi), mais sa carrière d'acteur est interrompue par sa subite disparition (sortie posthume en 1995 de Muriel fait le désespoir de ses parents de Philippe Faucon). 

## Discographie
- Années 1970 : Ma femme Méditerranée, album 33 tours Lyrion-Alvares Music
- 1975 : Au futur, album 33 tours Alvares Music
- 1978 : Les Chiens, album 33 tours Lyrion Music
- 1979 : Court circuit, album 33 tours Harmonia Mundi
- Années 1980 : Face à face, album 33 tours Cat Productions
- 1984 : Jean-Louis Caillat chante Victor Hugo, album 33 tours 30 cm Unidisc, réédition CD en 1994 par Scalen'Disc — Track listing :
1. Jeanne — 2. Suzon, Suzette — 3. Océan — 4. Une chanson de Gavroche — 5. Rien n’est comme il devrait être — 6. L’Aurore — 7. Les Amours innocents — 8. Mathurin — 9. Sur la falaise — 10. Jean qui guette — 11. Chanson du spectre
- 1986 : Jean-Louis Caillat chante Alfred de Musset, Cigale Productions
- 1989 : Jean-Louis Caillat chante 1789 (Chansons de la Révolution), 1 CD Zeta Disques et Action Chanson Méditerranée
- 1990 : Jean-Louis Caillat chante Arthur Rimbaud, Action Chanson Méditerranée
- 1996 : Toutes les chansons de Jean-Louis Caillat, compilation, 2 CD Scalen'Disc